# Enric de Nassau-Dillenburg
Enric de Nassau-Dillenburg —en alemany Heinrich von Nassau-Dillenburg— (Dillenburg, Alemanya, 28 d'agost de 1641 - palau de Ludwigsbrunn, 18 d'abril de 1701), era un príncep de la Casa de Nassau, fill de Jordi Lluís de Nassau-Dillenburg (1618 - 1656) i de la princesa Anna Augusta de Brunsvic-Wolfenbüttel (1612 - 1673). Va estudiar a Herborn, i va completar els seus estudis exercint com a comandant al servei de l'exèrcit holandès. En morir el seu pare abans que el seu avi Lluís Enric, va heretar el 1662 el domini Dillenburg i finalment el títol de Nassau-Dillenburg en morir el seu oncle Adolf. El seu regnat és considerat com poc espectacular, però competent. En morir el seu fill Cristià, s'extingí la branca de Nassau-Dillenburg que passà a mans de la Casa d'Orange-Nassau.

## Matrimoni i fills
El 13 d'octubre de 1663, es va casar amb la princesa Dorotea Elisabet de Schlesien-Liegnitz (1646 - 1691), filla del duc de Brieg Jordi III (1611 - 1664) i de la princesa Caterina Sofia de Münsterberg (1601 - 1659). El matrimoni va tenir setze fills:
- Sofia (1666 - 1733), casada amb el príncep Guillem d'Anhalt-Bernburg-Harzgerode (1643 - 1709)
- Jordi (1667 - 1681)
- Albertina (1668 - 1719)
- Guillem (1670 - 1724), príncep de Nassau-Dillenburg, casat amb Dorotea de Schleswig-Holstein-Plon (1676 - 1727).
- Carles (1672 - 1672)
- Adolf (1673 - 1690), mort a la batalla de Fleurus.
- Frederica (1674 - 1724)
- Dorotea, nascuda i morta el 1676.
- Guillemina (1677 - 1727)
- Frederic (1628 - 1681)
- Carlota Amàlia (1680 - 1738), casada amb Guillem Enric de Nassau-Usingen (1684 - 1718)
- Lluís (1681 - 1710)
- Joan (1683 - 1690)
- Dorotea (1685 - 1686)
- Cristià (1688 - 1739), darrer príncep de Nassau-Dillenburg, casat amb Elisabet de Nassau-Dietz (1692 - 1757).